# القضع (ملحان)

تعديل مصدري - تعديل

القضع هي إحدى قرى عزلة الروضة بمديرية ملحان التابعة لمحافظة المحويت، بلغ تعداد سكانها 101 نسمة حسب تعداد اليمن لعام 2004.